# 2418 Voskovec-Werich
2418 Voskovec-Werich là một tiểu hành tinh vành đai chính với chu kỳ quỹ đạo là 2021.9802736 ngày (5.54 năm).
Nó được phát hiện ngày 16 tháng 10 năm 1971.